# Catherine Sénart
Catherine Sénart, född 17 april 1970 i Montréal, Kanada, är en fransk-kanadensisk skådespelare.

## Filmografi (urval)
- 1994 – Jalna (TV-serie)
- 1996 – Marguerite Volant (TV-serie)
- 2005 – Felix Leclerc (TV-serie)